# Chaenorhinum
Genre
Chaenorhinum est un genre de plantes herbacées de la famille des Plantaginaceae selon la classification phylogénétique (anciennement, des Scrophulariaceae selon la classification classique de Cronquist (1981)).

## Liste des espèces et sous-espèces
Selon NCBI (17 juin 2012) :
- Chaenorhinum macropodum
- Chaenorhinum minus
- Chaenorhinum origanifolium
  - sous-espèce Chaenorhinum origanifolium subsp. crassifolium
- Chaenorhinum tenellum
- Chaenorhinum villosum

Selon ITIS (17 juin 2012) :
- Chaenorhinum calycinum (Banks & Sol.) P.H. Davis
- Chaenorhinum minus (L.) Lange

Selon Catalogue of Life (17 juin 2012) :
- Chaenorhinum minus